# 圖瓦伊
圖瓦伊（西班牙語：Tuwai），是巴拿馬的城鎮，位於該國西北部，由恩戈貝-布格雷特區的希龍代區負責管轄，面積256.9平方公里，2010年人口3,015，人口密度每平方公里11.7人。